# 도전무한지식
도전무한지식은 대한민국의 방송국 MBC 표준FM에서 매주 월요일 ~ 금요일 오전 9시 5분 ~ 오전 9시 10분까지 방송하는 경제 관련 정보 라디오 프로그램이다.

## 역대 진행자
- 카이스트 정재승 교수
- 정윤수 교수